# 文官懲戒令
官吏懲戒令（かんりちょうかいれい、明治32年3月28日勅令第63号）は、一般文官の懲戒に関する日本の勅令。当初は「文官懲戒令」の題名で制定されたが、1946年に「官吏懲戒令」と改称され、1948年（昭和23年）12月3日に廃止された。
文官の懲戒に関する文官懲戒令の規定は別段の定めが無いかぎりは高等官と同一の待遇を受ける者および判任官と同一の待遇を受ける者（待遇官吏）に準用される。

## 概要
文官のうち判事には判事懲戒法の、会計検査官には会計検査官懲戒法の、行政裁判所評定官には行政裁判所長官評定官懲戒令の、規定があり、このほか特別の官吏については、特別の懲戒法規がある。
たとえば、朝鮮総督府判事懲戒令、台湾総督府法院判官懲戒令など、また、待遇官吏の懲戒に関する一般法規としては、官吏待遇者懲戒に関する件（明治40年勅令第177号）がある。
親任式で叙任される官吏および法令に別段の規定のあるものを除けば、官吏は本令によらなければ懲戒を受けることはない（1条）。
文官が懲戒を受けるべき場合は次の2つの限られる（2条）。(1) 職務上の義務に違背し、または職務を怠ったとき、(2) 職務の内外を問わず、官職上の威厳または信用を失うべき所為のあったとき。
懲戒すべき事由のある官吏に対して加えられるべき懲戒罰は(A)淘汰処分および(B)矯正処分の2種である。
(A)淘汰処分は(a)免官であり、(B)矯正処分は(b)減俸および(c)譴責の2つである。
減俸は1月以上1年以下年俸月割額または月俸の3分の1以下を減ずることである。
懲戒処分をなすべき機関は元首および本属長官である。
譴責は懲戒委員会の決議を経ずして本属長官がおこなうことができるが、減俸および免官の処分は懲戒委員会の決議を経なければおこなうことはできない。

(1) 勅任官の免官および減俸は懲戒委員会の議決を具し、内閣総理大臣が奏請し、裁可によっておこなう。
(2) 奏任官の免官は懲戒委員会の議決を具し、本属長官が奏請し、裁可によっておこない、奏任官の減俸は懲戒委員会の議決によって、本属長官がおこなう。
(3) 判任官の減俸および免官は懲戒委員会の議決により，本属長官がおこなう（6条）。

### 懲戒委員会
懲戒委員会には、(A)文官高等懲戒委員会および(B)文官普通懲戒委員会がある。
(A)文官高等懲戒委員会は高等官の、(B)文官普通懲戒委員会は判任官の、懲戒を議決する。
(A)文官高等懲戒委員会は国内でただ1つ存在し、委員長1名、委員6名で組織される（10条）。
委員長は枢密顧問官のなかから、委員は勅任文官のなかから内閣総理大臣の奏請によって任命される。
委員会は委員長および委員をあわせ5人以上の出席がなければ会議を開くことはできない。
委員会の議事は多数決である。
(B)文官普通懲戒委員会は内閣、枢密院、各省、北海道庁、各府県、朝鮮総督府、台湾総督府などに設置される。
委員長は各官庁の長官が充てられるのが原則である。
委員は2人ないし6人で、当該官庁の高等官のなかから本属長官が命ずる。
委員会は委員長および委員2人以上の出席がなければ開くことはできない。
懲戒委員会の開会には制限があり、懲戒に付せられるべき事件が刑事裁判所に繋属する間は同一事件に対し懲戒委員会を開くことはできない。
懲戒委員会の議決の前に懲戒に付すべき者に対して刑事訴追が始まったときは事件の判決の終るまで懲戒委員会の開会を停止しなければならない。
懲戒処分によって免官された者はその官職を失った日から2年間官職に就くことはできない。
免官の処分を受けその情の重い者は位記返上を命ぜられる（4条）。

## 沿革
- 「文官懲戒令」として1899年（明治32年）3月28日公布、附則第35条により同年4月10日施行
- 官吏任用叙級令施行等ニ伴フ高等官官等俸給令ノ廃止等ニ関スル件（昭和21年勅令第193号）が1946年（昭和21年）4月1日公布、附則第1項により同日施行。当該勅令第6条により題名が「官吏懲戒令」となる。
- 国家公務員法の一部を改正する法律（昭和23年法律第222号）が1948年（昭和23年）12月3日公布、第一次改正法律附則第1条本文により同日施行。当該法律第一次改正法律附則第12条第1項[1]により、本令は廃止された。